# いのちの音/だいじょぶ、だいじょうぶ
「いのちの音／だいじょぶ、だいじょうぶ」（いのちのおと）は、2008年7月23日にビクターエンタテインメントから発売された夏川りみの14枚目のシングル。

## 概要
『あいのうた ～セルフセレクション・ベスト～』を経て発売された半年ぶりのシングルはタイアップ使用を数多に含んだ両A面となっている。

## 収録曲
全編曲：井上鑑
1. いのちの音
  - 作詞：村野直球
  - 作曲：熊谷幸子
2. だいじょぶ、だいじょうぶ
  - 作詞：市川喜康
  - 作曲：亀井登志夫
3. いのちの音（Instrumental）
4. だいじょぶ、だいじょうぶ（Instrumental）

## タイアップ
いのちの音
- テレビ東京系『田舎に泊まろう!』エンディングテーマ

だいじょぶ、だいじょうぶ
- 東映配給映画『春よこい』主題歌
- 兵庫県手延素麺協同組合「揖保乃糸」2008年度CMソング